# Jermaine Seoposenwe
Jermaine Seoposenwe (Cidade do Cabo, 12 de outubro de 1993) é uma futebolista profissional sul-africana que atua como atacante.
Desde 2020 que atua no Sporting Clube de Braga.

## Carreira
Jermaine Seoposenwe fez parte do elenco da Seleção Sul-Africana de Futebol Feminino, nas Olimpíadas de 2016. 